# Середна
Середна (пол. Średnia) — село в Польщі, у гміні Кривча Перемишльського повіту Підкарпатського воєводства.
Населення — 247 осіб (2011).

## Географія
Село розташоване на відстані 5 кілометрів на північний схід від центру гміни села Кривча, 15 кілометрів на північний захід від центру повіту міста Перемишль та 48 кілометрів на південний схід від центру воєводства міста Ряшів.

## Історія
Місцева дерев'яна церква Введення Пресвятої Богородиці була збудована у 1923 році, у 1936 році налічувала 610 парафіян, належала до парафії Кривча Порохницького деканату Перемишльської єпархії.
У 1975—1998 роках село належало до Перемишльського воєводства.

## Демографія
У 1939 році в селі мешкало 830 осіб, з них 530 українців-греко-католиків, 280 поляків (в тому числі зі змішаних родин і частина з розмовною українською мовою) і 20 євреїв.
Демографічна структура станом на 31 березня 2011 року:
|          | Загалом | Допрацездатний вік | Працездатний вік | Постпрацездатний вік |
| -------- | ------- | ------------------ | ---------------- | -------------------- |
| Чоловіки | 125     | 28                 | 93               | 4                    |
| Жінки    | 122     | 25                 | 73               | 24                   |
| Разом    | 247     | 53                 | 166              | 28                   |